# Pelomedusidae
Rùa châu Phi cổ bên (Danh pháp khoa học: Pelomedusidae) là một họ rùa gồm các loài rùa nước ngọt có nguồn gốc ở tiểu vùng hạ Sahara, có một loài là Pelomedusa subrufa, cũng được tìm thấy ở Yemen. Chúng có kích thước nhỏ từ 12 đến 45 cm (4.7 đến 17.7 inch) trong chiều dài của mai, và thường có hình tròn. Họ rùa này không thể rút đầu hoàn toàn vào mai của chúng, thay vào đó kéo chúng sang một bên và gấp lại dưới đáy của mai và yếm và do đó chúng được gọi là rùa châu Phi cổ bên (African side-necked turtles).

## Đặc điểm
Họ rùa này có hai chi rùa nhỏ còn tồn tại. Họ rùa này cũng được phân biệt với họ hàng gần nhất của họ bằng một bản lề ở phần trước của plastron. Pelomedusidae dành phần lớn thời gian của chúng trong bùn dưới đáy sông hoặc hồ nước nông, nơi chúng ăn động vật không xương sống, như côn trùng, nhuyễn thể và giun sán. Nhiều loài đã được biết đến là có trạng thái "ngủ đông" (Aestivation) qua mùa khô bằng cách chôn mình dưới bùn. Các loài rua trong họ Podocnemididae có liên quan hoặc được coi là một họ riêng biệt, hoặc như một phân họ (Podocnemidinae) trong Pelomedusidae.
Các con rùa châu Âu cổ sau đó cũng bị hạ cấp xuống phân hạng phụ, như Pelomedusinae. Vì xếp hạng phân loại chỉ có ý nghĩa như là một phần của chuỗi (một "họ sinh học" không có ý nghĩa cố định riêng của nó), cả hai phương pháp đều đúng về mặt kỹ thuật. Cuối cùng, vấn đề này phụ thuộc vào loài rùa biển có lông ở Úc (Chelidae). Các loài Pleurodira này ít liên quan chặt chẽ với Podocnemididae và Pelomedusidae so với những loài này. Nếu cả ba loài được xếp vào nhóm đầy đủ các loài trong họ Chelidae được coi là một dòng gốc, trong khi hai con khác được thống nhất trong loài bạch chủng Pelomedusoidea. Điều này phổ biến hơn bởi vì nó cho phép sắp xếp vị trí thuận tiện hơn các đơn vị tiền thân pleurodires (ví dụ như Bothremydidae).